# Dariusz Wolski
Dariusz Adam Wolski (Warschau, 1956) is een Pools cameraman.
Wolski werd geboren in Warschau en ging naar de nationale filmschool in Łódź. Hij verhuisde in 1977 naar de Verenigde Staten, waar hij zijn carrière in New York begon als assistent cameraman voor een aantal lowbudgetfilms. Hij verhuisde in 1986 naar Los Angeles op advies van een vriend waar hij eerst actief was als cameraman voor videoclips. Een videoclip van een onbekende band was zijn eerste stap verder omdat de opdracht van Virgin Records was en waarover ze zeer positief waren. Vervolgens kwamen er meer opdrachten dat ook leidde tot tal van commercials. Wolski's meest succesvolle films als director of photography zijn de eerste vier films van Pirates of the Caribbean en Alice in Wonderland uit 2010. Hij heeft meerdere malen samengewerkt met de filmregisseurs Tony Scott, Gore Verbinski, Tim Burton en Ridley Scott. Hij is sinds 1996 lid van de American Society of Cinematographers en sinds 2004 lid van de Academy of Motion Picture Arts and Sciences. Wolski won in 2009 op het filmfestival Camerimage in Polen een speciale prijs voor zijn enorme filmbijdrage als Pools cameraman.
Hij maakte ook meer dan 100 videoclips van artiesten waaronder Suzanne Vega met "Luka", The Bangles met "Eternal Flame" en Eminem & Dido met "Stan". Wolski had met zijn videoclips vaker een samenwerking met de regisseurs Julien Temple en David Fincher.

## Filmografie
- 1991: Chains of Gold
- 1993: Romeo Is Bleeding
- 1994: The Crow
- 1995: Crimson Tide
- 1996: The Fan
- 1998: Dark City
- 1998: A Perfect Murder
- 2001: The Mexican
- 2002: Bad Company
- 2003: Pirates of the Caribbean: The Curse of the Black Pearl
- 2005: Hide and Seek
- 2006: Pirates of the Caribbean: Dead Man's Chest
- 2007: Pirates of the Caribbean: At World's End
- 2007: Sweeney Todd: The Demon Barber of Fleet Street
- 2008: Eagle Eye
- 2010: Alice in Wonderland
- 2011: Pirates of the Caribbean: On Stranger Tides
- 2011: The Rum Diary
- 2012: Prometheus
- 2013: The Counselor
- 2014: Exodus: Gods and Kings
- 2015: The Martian
- 2015: The Walk
- 2017: Alien: Covenant
- 2017: War Machine
- 2017: All the Money in the World
- 2018: Sicario: Day of the Soldado